# Västgötabergen

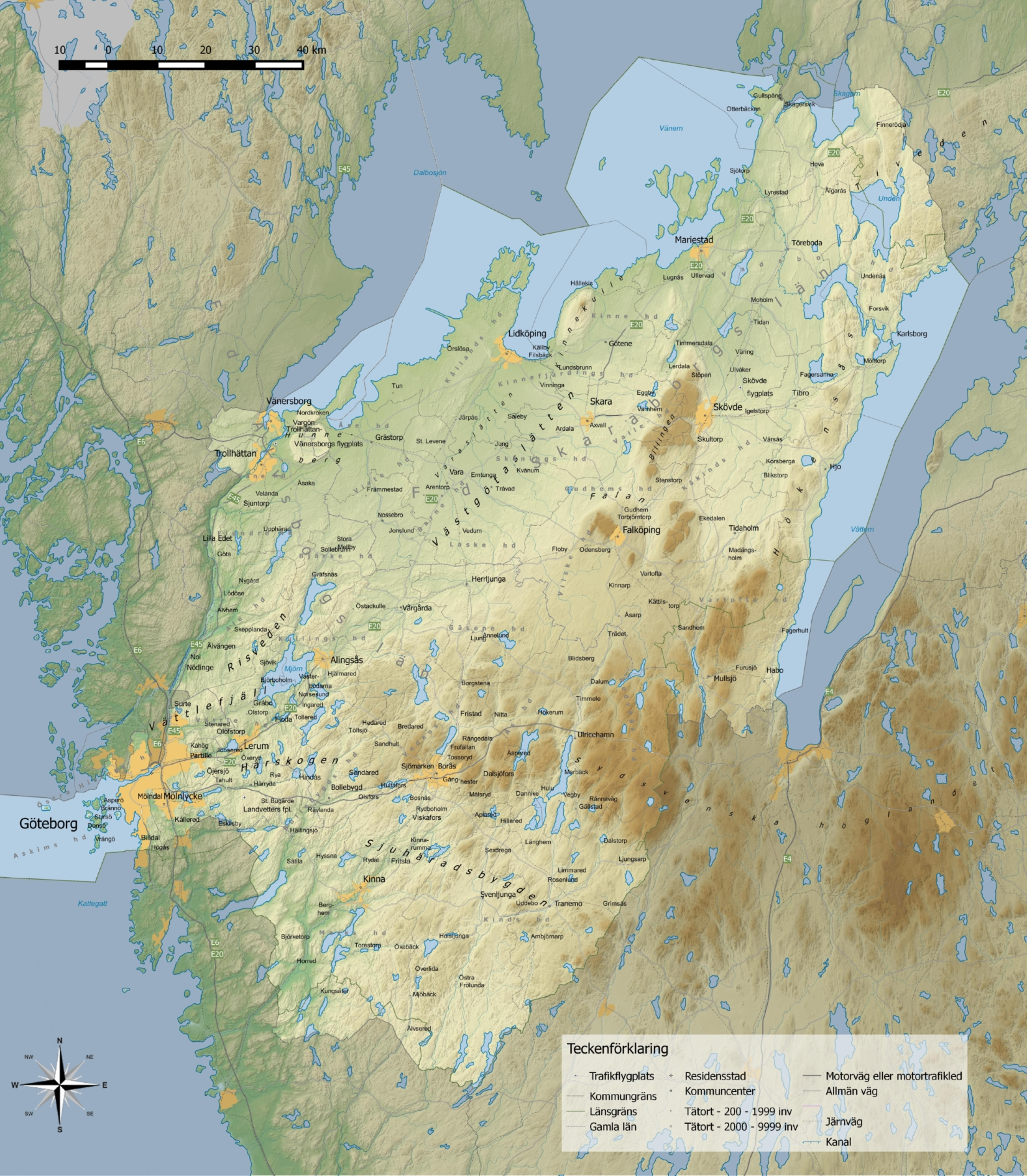
Västergötland und das Falan (roter Kreis)

Västgötabergen ist die schwedische Bezeichnung für eine Kette von, je nach Zählung 13 bis 17 Schichttafelbergen, welche die Västgöta‑Ebene (schwedisch Västgötaslätten) umgeben. Die Ebene ist geografisch weitestgehend mit dem Nordteil der historischen Provinz Västergötland identisch und besteht eigentlich aus mehreren getrennten Stufen, die sich zwischen den Seen Vänern im Nordwesten, Vättern im Nordosten und dem Südschwedischen Hochland im Süden erstrecken.
Die höchsten Gipfel liegen im sogenannten Falbygden, einer alten Kulturlandschaft Westschwedens, die gelegentlich auch nach dem Hochplateau zwischen den Städten Skövde und Falköping „Falan“ genannt wird. Sie erreichen im Ålleberg bei Falköping mit 330 m ü. NN ihren höchsten Punkt. Als geologische Formation gehört das Gebiet zur Mittelschwedischen Senke.

## Entstehung

Vor 570-430 Millionen Jahren: Der Grund des heutigen Västergötlands lag unter dem Meeresspiegel und über dem Urgestein wurden Sedimente abgelagert. Im Perm, vor 270 Millionen Jahren, ergoss sich Magma darüber und erstarrte zu einer harten Diabasdecke.

Sedimentschichten der Berge in Falbygden. Die Kappe aus Diabas schützte die darunterliegenden Gesteine vor Erosion und half die Form der Bergplateaus zu prägen.

Die Berge bestehen aus einer Schichtfolge von Sedimentgesteinen, die in den erdgeschichtlichen Zeiträumen Präkambrium, Kambrium, Ordovizium und Silur in über 140 Millionen Jahren abgelagert wurden.
Im darauffolgenden Erdzeitalter Perm drang Magma in Rissen im Gestein nach oben und bezog die Sedimente mit einer Deckschicht aus Diabas.
Als während der Kaledonischen Orogenese am Ende des Silurs das Gebiet angehoben wurde, lag es nun nicht länger unter dem Meeresspiegel, doch die unter der Diabasdecke liegenden Schichten waren vor Erosion geschützt. Im Kontaktbereich zum Magma, der teilweise bis 25 Meter nach unten reicht, wurde das ursprüngliche Gestein zusätzlich gehärtet (gefrittet) und daher besonders fest. Ringsum wurde das weichere ungeschützte Gestein abgetragen, während die aktuelle stufenförmige Gestalt der Berge stehen blieb. Ihre Gipfelplateaus erheben sich im Mittel etwa 100 Meter über die umgebenden Ebenen.
Für den Geologen ist der Aufbau der Tafelberge wie ein begehbares Geschichtsbuch, das die vergangenen 500 Millionen Jahre beschreibt. Am Beispiel des Kinnekulle lässt sich die Schichtenfolge  besonders gut abbilden.
Die Schichten im Einzelnen:

### Grundgebirge
Nachdem es sich bei der Västgöta-Ebene genau genommen um eine Schichttafellandschaft handelt, sind die Grundgesteine, je nach Höhe unterschiedlich.
Das Grundgestein in Falbygden, um Kinnekulle und Billingen wurde vor 1700 bis 1670 mya gebildet und besteht aus Granit und Tonalit, die oft gemeinsam und gebändert auftreten.
In der Gegend um Halleberg und Hunneberg entstand das Grundgebirge in einer ähnlichen Zeitspanne, jedoch etwa 100 Millionen Jahre früher, also vor 1600 bis 1560 mya. Es besteht aus Granit-Gneis und Tonalit, die ebenfalls häufig in einer Bänderung zutage treten.
Västergötland lag zu dieser Zeit im hypothetischen Superkontinent Columbia tief unter dem Meeresspiegel am Fuße einer großen Bergkette. Das Leben beschränkte sich auf einfach gebaute Bakterien und einzellige Organismen.
Während des Cryogeniums vor 850 bis 635 mya gab es mehrere globale Eiszeiten, die jeweils zu einer annähernd globalen Vereisung der Erde führten. Dabei wurde das Grundgestein durch die Tätigkeit der Gletscher so sehr abgetragen, dass eine Rumpfflächenlandschaft (Peneplain, Fastebene) entstand.
Durch einen rapiden Anstieg der Kohlendioxidkonzentration in der Atmosphäre, der durch starke vulkanische Aktivität hervorgerufen wurde, kam es vor etwa 543 Millionen Jahren zu einem Treibhauseffekt, der die Eiszeiten beendete. Es ist der Anfang der kambrischen Artenexplosion, in deren Folge sich das Leben aus einfachsten Formen zu Pflanzen und Tieren mit Gliedmaßen, Doppel-DNA-Helix und sexueller Befruchtung fortentwickelte.

### Sandstein
Gegen Ende des Präkambriums vor 530 Millionen Jahren lag Västergötland auf dem Kontinent Baltica. Das heutige Gebiet wurde von einem flachen Meer bedeckt und über dem Grundgestein wurden bis in das Kambrium erodiertes Gesteinsmaterial als mächtige Sandschichten abgelagert, die sich im Laufe der Zeit zu Sandstein verfestigten. In dieser durchschnittlich mehr als 25 Meter dicken Gesteinsschicht finden sich Fossilien von Kopffüßern (Cephalopoden), Archaeocyathiden, Armfüßern (Brachiopoden), Trilobiten, Graptolithen, Korallen und Muschelkrebse (Ostracoden). In den obersten Schichten die ersten Nautiloideen, die bis heute überdauernde Familie der Kopffüßer.

### Alaunschiefer
Der Meeresspiegel stieg im mittleren Kambrium und zu Beginn des Ordoviziums vor 515 bis 485 mya aufgrund der zunehmenden Temperaturen, die auch die Polkappen zum Schmelzen brachten. Ein sich selbst verstärkender Prozess hatte eingesetzt. Dank der Wärme nahm die gesamte Biomasse zu.
Weil jedoch der Lebensraum von Flora und Fauna des Kambriums auf die Meere beschränkt war, nahm dort der Sauerstoffgehalt stetig ab. Organisches Material wurde, wenn es nach dem Absterben zu Boden gesunken war, nur noch unvollständig zersetzt. Begünstigt durch Inkohlung entstand schließlich eine Faulschlammschicht (Sapropel), die dann über lange Zeiträume zu einer durchschnittlich 25 Meter dicken bituminösen Alaunschieferschicht umgewandelt wurde.
Im Schlamm sorgten außerdem bestimmte anaerobe Bakterien, die an ein Leben ohne Sauerstoff gebunden sind, das Sulfat zu Schwefelwasserstoff umgewandelt wurde. Durch diesen, Desulfurikation genannten Prozess konnten im Meerwasser gelöste Schwermetalle als Sulfide, zum Beispiel Pyrit (FeS2) oder Urandisulfid (US2), ausgefällt und im Sediment eingelagert werden.
So erklärt sich, dass der Alaunschiefer des Landstrichs sowohl Ölschiefer und Uran enthält. Das Gestein wurde früher als Brennstoff zum Kalkbrennen an vielen Kalksteinbrüchen Västergötlands abgebaut und genutzt. In der heutigen Zeit wird es für die Gewinnung von Uran und damit als Brennstoff in Kernreaktoren eingesetzt. Bei Ranstad südlich des Billingen befindet sich Schwedens größte Uranlagerstätte mit einem Uraninhalt von 254.000 t.
Im Alaunschiefer gibt es viele Einschaltungen aus Anthrakonit, ein durch Kohle schwarz gefärbter Kalkspat, der lokal Orsten oder auch englisch Stinkstone genannt wird, weil er bei der Bearbeitung einen unangenehmen Geruch austreten lässt.
Das Sedimentgestein ist zudem reich an Fossilien. Beispiele für versteinerte Organismen sind u. a. mikroskopisch kleine, einzellige Algen und Acritarcha, welche die Pflanzenwelt des Kambriums dominierten. Landpflanzen hatten sich noch nicht entwickelt.
Anmerkung

1. ↑  Unter Einschaltung versteht man geologisch die Einlagerung einer Gesteinsschicht in einer anderen, vorherrschenden Gesteinsschicht.

### Kalkstein
Der Kalkstein wurde im mittleren Kambrium und im Ordovizium vor 513 bis 470 mya gebildet. Das Meer war tiefer geworden und von Meereslebewesen beherrscht, die in der warmen Umgebung ohne großen Energieaufwand die tragenden Strukturen ihres Körpers mittels des im Wasser gelösten Calcits ausbilden konnten. Vor allem Coccolithophorida und Foraminiferen trugen maßgeblich zur Entstehung der Kalksteinschicht bei.
Diese gesteinsbildenden Organismen bauten damals den größten Teil des atmosphärischen Kohlenstoffdioxids wieder ab, der zuvor durch Vulkane zu Beginn des Kambriums ausgestoßen worden war. Gleichzeitig nahm der Sauerstoffgehalt in der Atmosphäre zu und die Grundlagen für moderne, aerobe Lebensformen wurden geschaffen. Als sie nach ihrem Tod auf den Meeresgrund absanken, entstand zunächst der sogenannte Coccolithenschlamm, der nachfolgend durch Diagenese vollständig sedimentiert wurde. So blieb der Kohlenstoff im Kalk des Sediments dauerhaft chemisch gebunden.
Neben den Mikroorganismen, die kaum von mikroskopisch kleinen Mineralkörnern aus ausgefälltem Calcit unterschieden werden können, finden sich Schalenreste von Trilobiten, Stachelhäutern und Geradhörnern (Orthocerida) in der Gesteinsschicht, über der sich nur magere, wenig fruchtbare Böden entwickeln. Daher ist die Gegend um Falbygden auch für die Beweidung geeigneter als für den landwirtschaftlichen Anbau.

### Schieferton
Während mehrerer Perioden im späten Kambrium und frühen Silur vor 500 bis 430 mya wurde das Verwitterungsmaterial der Kontinente nach und nach in den tiefer gelegenen Meereszonen als feiner Schlamm abgelagert. Dieser Tonschlamm wurde überwiegend durch die chemische Zersetzung von Feldspat, Quarz und Glimmer gebildet. Hinzu kamen sogenannte Tonminerale, wie beispielsweise Kaolin sowie organische und bituminöse Anteile.
Durch die Sedimentation des Schlamms entstand Schieferton. Anders als der Namen vermuten lässt, handelt es sich nicht um „echten“ Schiefer, weil das Gestein keiner metamorphen Umkristallisierung unterworfen war, also keine Merkmale der Schieferung aufweist.
Nur unter erhöhtem Druck in tieferen Schichten der Erdkruste hätte eine allmähliche Umwandlung in metamorphen Tonschiefer stattfinden können. Fossilien wären bei diesem Prozess zerstört worden.
Der Tonschlamm verfestigte sich aber rein diagenetisch, es fand keine Mineralumwandlung statt und deshalb blieben auch Brachiopoden, Trilobiten und verschiedene Pflanzen als Versteinerung erhalten. Man spricht daher von einem „undeformierten Schiefer“. Für die schiefrige, etwas blättrige Struktur des Sediments ist allein der Glimmer verantwortlich (siehe Verknüpfung der Schichten im Glimmer).
Diese Gesteinsart wird im Schwedischen „Lerskiffer“, also Tonschiefer genannt. Im deutschen Sprachgebrauch ist das jedoch die Bezeichnung für jenes Material, das zu Dachziegeln und Tafeln verarbeitet wird. Für diese Verwendung ist Schieferton aber viel zu weich. Wenn er weiter erodiert, trägt er zur weiteren Verbesserung der fruchtbaren Lehmböden der Vara-Ebene bei.

### Diabas
Als gegen Ende des Perms vor 300 bis 270 Millionen Jahren die Erdkontinente kollidierten und den Superkontinent Pangaea bildeten, begann eine geologisch sehr interessante Zeit. Sie ist von erdgeschichtlich bedeutenden Ereignissen gekennzeichnet, die nicht notwendig in direktem Zusammenhang stehen müssen, doch das ungefähre zeitliche Zusammenfallen der Ereignisse wird als Hinweis auf eine ursächliche Verbindung gesehen. Beim großen Massenaussterben an der Perm-Trias-Grenze starben 90 % aller Lebewesen auf der Erde aus. Ungefähr zeitgleich fanden gewaltige Vulkanausbrüche statt und große Mengen basaltischer Lava bedeckten eine ausgedehnte Fläche des urzeitlichen Sibiriens und schufen so die zwei Millionen Quadratkilometer große Sibirische Trapp.
Auch in Västergötland brach das Oberflächengestein an mehreren Stellen auf und Magma stieg an den Bruchlinien hoch. In Falbygden, der Gegend um den Billingen und den Kinnekulle drang das Magma bis in Risse der obersten Schichten aus dem Silur ein und erstarrte nach dem Abkühlen darüber als harte Decke aus Flutbasalt. Der dabei intrudierte Gesteinskörper wird als Lakkolith bezeichnet und schützte im Folgenden die darunter liegenden Gesteinsschichten vor Erosion.
Am Halleberg und Hunneberg konnte die Lava hingegen nur in ältere kambrische und ordovizische Schichten vordringen und bildete einen sogenannten Lagergang. Die darüber liegenden Kalkstein- und Schieferschichten erhielten also keine Diabasdecke und waren Wind und Wetter schutzlos ausgeliefert. Der Halle- und Hunneberg wurden daher bis auf die untersten beiden Schichten und die darüberliegende Diabaslage abgetragen und sind folglich niedriger als die anderen Berge in der Region. Die oberste Schicht erreicht am Halle- und Hunneberg eine Mächtigkeit von im Mittel 60 Metern.
Diabas wird auf Schwedisch als „Trapp = Treppe“ genannt und ist namensgebend für den gleichlautenden geologischen Begriff.

## Schematische Darstellung der Schichten

Gesteinsschichten im Profil und der Draufsicht 1)
(1) = nur Kinnekulle)

## Liste der Tafelberge in Västergötland
| Bild | Berg (Name)     | Höchster Punkt (m ü. NN.) | Grundfläche (km²) | Gemeinde (Gemarkung)              | Koordinaten (nördl. Länge, östl. Breite) |
| ---- | --------------- | ------------------------- | ----------------- | --------------------------------- | ---------------------------------------- |
|      | Ålleberg        | 330                       | 3                 | Falköping                         | 58° 8′ N, 13° 36′ O                      |
|      | Gisseberget     | 327                       | 1                 | Tidaholm                          | 58° 8′ N, 13° 46′ O                      |
|      | Gerumsberget    | 326                       | 16                | Falköping, Tidaholm               | 58° 10′ N, 13° 44′ O                     |
|      | Mösseberg       | 324                       | 20                | Falköping                         | 58° 12′ N, 13° 30′ O                     |
|      | Varvsberget     | 315                       | 14                | Falköping, Tidaholm               | 58° 13′ N, 13° 49′ O                     |
|      | Kinnekulle      | 306                       | 4                 | Götene                            | 58° 36′ N, 13° 25′ O                     |
|      | Billingen       | 304                       | 130               | Falköping, Skara, Skövde          | 58° 27′ N, 13° 47′ O                     |
|      | Plantaberget    | 300                       | 6                 | Falköping, Tidaholm               | 58° 13′ N, 13° 44′ O                     |
|      | Brunnhemsberget | 295                       | 6                 | Falköping, Skövde                 | 58° 18′ N, 13° 40′ O                     |
|      | Borgundaberget  | 285                       | 1                 | Falköping, Skövde                 | 58° 18′ N, 13° 47′ O                     |
|      | Tovaberget      | 280                       | 0,6               | Falköping, Skövde                 | 58° 19′ N, 13° 40′ O                     |
|      | Myggeberget     | 280                       | 0,2               | Falköping, Skövde                 | 58° 19′ N, 13° 40′ O                     |
|      | Halleberg       | 155                       | 19                | Vänersborg                        | 58° 23′ N, 12° 27′ O                     |
|      | Lugnåsberget    | 155                       | 5                 | Mariestad                         | 58° 37′ N, 13° 44′ O                     |
|      | Hunneberg       | 154                       | 54                | Grästorp, Trollhättan, Vänersborg | 58° 20′ N, 12° 28′ O                     |
|      | Angertuvan      | 149                       | 0,08              | Ale                               | 58° 1′ N, 12° 18′ O                      |
|      | Rapungaberget   | 116                       | 0,14              | Ale                               | 58° 0′ N, 12° 18′ O                      |